# Ерік (ураган, 2025)
Ураган «Ерік» (англ. Hurricane Erick) – потужний тропічний циклон, який приніс сильні зливи до деяких районів Центральної Америки та південного-заходу Мексики у червні 2025 року. П'ятий поіменований шторм, другий ураган і перший великий ураган сезону ураганів у Тихому океані 2025 року, Ерік став найранішим п'ятим поіменованим штормом за всю історію спостережень у східній частині Тихого океану і найранішим великим ураганом, що обрушився на узбережжя Мексики.
В очікуванні урагану уряд Мексики оголосив попередження про ураган для прибережних районів Оахакі та Герреро. Коли ураган обрушився на сушу, без електропостачання та мобільного зв'язку залишилося щонайменше 30 000 людей у Пуерто-Ескондідо. Тропічний циклон приніс зливи до Центральної Америки та Мексики, викликавши раптові повені та зсуви, внаслідок яких загинуло щонайменше 23 людини, 28 отримали поранення та 2 зникли безвісти. Загальні збитки оцінюються в 250 мільйонів доларів США.

## Метеорологічна історія

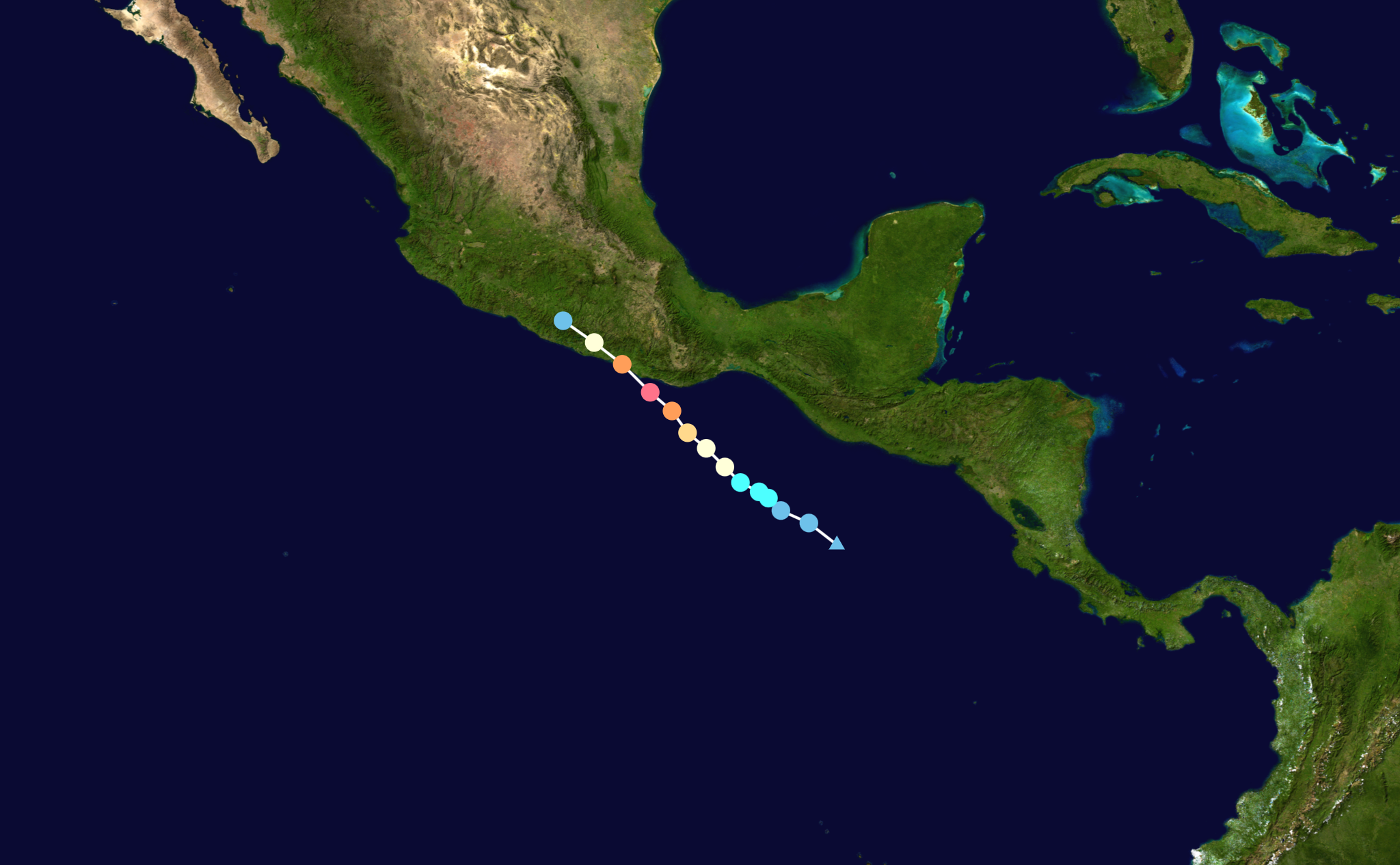
Траєкторія руху Урагану Ерік

10 червня Національний ураганний центр зазначив, що протягом наступних вихідних очікується формування області низького тиску за кілька сотень миль від узбережжя Центральної Америки. Того ж дня утворилася широка область низького тиску, що призводила до неорганізованих злив та гроз з розсіяною активністю та очікуваним лише поступовим розвитком. О 21:00 UTC 16 червня NHC визначив його як потенційний тропічний циклон П'ять через його безпосередню загрозу для південної Мексики та почав видавати попередження. У цей час порушення знаходилося приблизно за 610 миль (980 км) на південний схід від Пунта-Мальдонадо, Герреро. Система незабаром набула чітко вираженої циркуляції та перетворилася на тропічну депресію.
У сприятливих для посилення умовах система переросла в тропічний шторм о 03:00 UTC 17 червня, якому було присвоєно назву Ерік. Одночасно ослаблення хребта середнього рівня дозволило баричну улоговину просуватися на схід через центральну частину Сполучених Штатів, що змусило Еріка рухатися на північний-захід. Шторм ставав все більш організованим, з розширенням глибокої конвекції та охолодженням верхівок хмар до приблизно -120 °F (-85 °C) поблизу внутрішньої структури, що розвивається. Ерік швидко посилився в ураган 1 категорії близько 12:00 UTC 18 червня, приблизно за 160 миль (255 км) на південний-схід від Пуерто-Анхель, штат Оахака. Ураган перемістився в регіон з більш сприятливими умовами, з вищою температурою поверхні моря та слабшим вертикальним зсувом вітру.

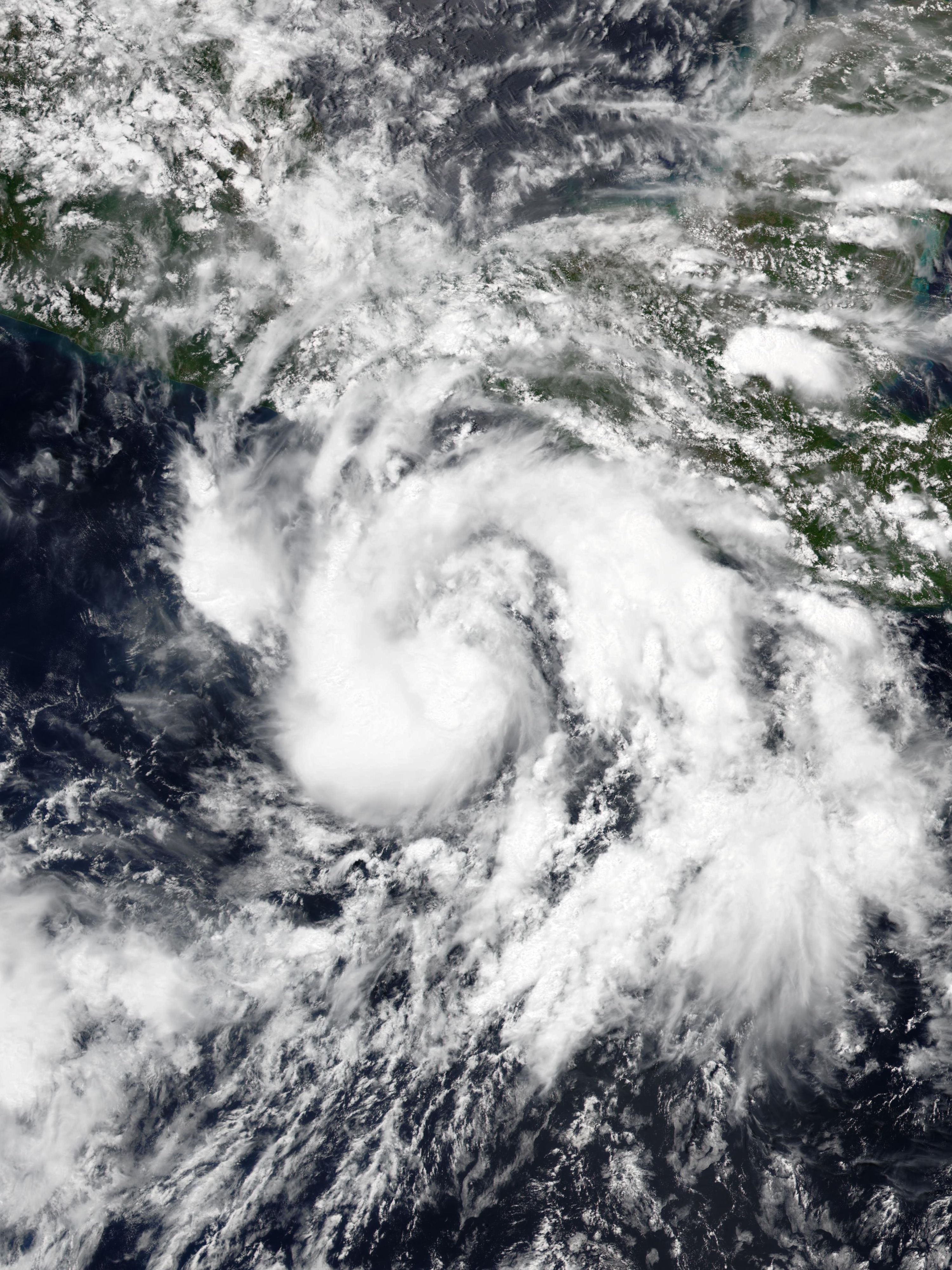
Ерік посилюється на південь від Оахаки 17 червня

Швидке посилення продовжувалося, і на основі даних, зібраних підрозділом резерву ВПС «Мисливеці на ураганами» Національний ураганний центр через кілька годин підвищив рівень сили урагану до 2 категорії, оскільки супутникові знімки показали більш кругле око, оточене вершинами холодних хмар. Після чергової місії «Мисливця на урагани» шторм було підвищено до сильного урагану 3 категорії о 00:00 UTC 19 червня. Після попереднього циклу заміни стінки ока, супутникові знімки показали глибоке конвекційне обгортання навколо ока. Коли Ерік наближався до узбережжя Мексики, він досяг своєї пікової інтенсивності як ураган 4 категорії з максимальною стійкою швидкістю вітру 145 миль/год (230 км/год) та мінімальним центральним тиском 939 мбар (27,73 дюйма рт. ст.) о 05:30 UTC того дня. Потім, незадовго до 12:00 UTC, Ерік досяг берега Пінотепа Насьональ у західній Оахаці, приблизно за 16 км на схід від Пунта-Мальдонадо, Герреро, зі стійкими вітрами швидкістю 200 км/год. Опинившись на березі, ураган швидко ослаб, оскільки його внутрішнє ядро почало руйнуватися. Рухаючись на північний-захід по пересіченій місцевості, внутрішнє ядро продовжувало руйнуватися, і загальна конвективна картина системи стала досить нерівною. Як наслідок, Ерік ослаб до сили тропічного шторму до 21:00 UTC. Пізніше того ж дня шторм ослаб до тропічної депресії, і без організованої конвекції та погано визначеної циркуляції, він перетворився на посттропічний циклон до 03:00 UTC 20 червня, що ознаменувало припинення його існування як тропічного циклону. Наступного дня залишки Еріка рушили на північний-захід і зрештою розсіялися по внутрішніх районах Халіско та Наяриту.

## Підготовка
17 червня уряд Мексики оголосив попередження про урагани для деяких прибережних районів Оахаки та Герреро, а також попередження про ураган та тропічний шторм. По всьому регіону було відкрито 2000 укриттів. Понад 18 000 рятувальників було розгорнуто по всій території Герреро та Оахаки.
Оскільки шторм швидко посилювався, мешканцям закликали запастися їжею, водою та бензином. У Герреро того ж дня було відкрито 582 укриття. Заняття в штаті були скасовано 18 та 19 червня. Пляжі в Акапулько були закриті, а адміністрація порту Акапулько наказала, щоб ніхто не залишався у своїх човнах під час шторму. Поліція патрулювала пляжі, та закликала не наближатися до пляжів. Усі рейси з міжнародного аеропорту Акапулько були скасовані на 19 червня. Деякі заняття в штаті Чіапас були призупинені. Тридцяти п'яти муніципалітетам Оахаки було наказано відкрити укриття. Заняття були закриті в сорока трьох муніципалітетах. Рейси до міжнародного аеропорту Баїяс-де-Уатулько були скасовані. Військово-морські сили Мексики мобілізували 6418 осіб для організації евакуації в Оахаці. ВМС також активували превентивний план для Коліми, Табаско та Кампече.

## Вплив

### Центральна Америка
Сильні дощі спричинили повені, зсуви та обвали скель по всьому Гондурасу, внаслідок чого в Санта-Барбарі загинула одна людина. Вісім департаментів постраждали від повені, в результаті якої кілька людей зникли безвісти, п'ять будинків було зруйновано, а ще 31 пошкоджено. Коли Ерік наблизився до Гватемали, сильні дощі в країні посилилися, в результаті чого 16 людей загинули, троє зникли безвісти та 26 отримали поранення, 4752 особи постраждали, а 956 покинули свої домівки.

### Мексика

Знімок що був зроблений під час виходу Еріка на берег у західній Оахаці 19 червня

Хвилі вздовж тихоокеанського узбережжя Мексики сягали 10 метрів (33 фути) заввишки. В Оахаці через ураган пройшли сильні зливи, які спричинили зсуви ґрунту, що пошкодили кілька будинків і шкіл, було закрито кілька автомагістралей та поранено одну людину. Близько 200 мешканців евакуйовано через повінь у Пінотепа-Насьональ. Затоплення вулиць зупинило транспортні засоби в Саліна-Крус, і щонайменше 30 000 людей у Пуерто-Ескондідо залишилися без електрики та мобільного зв'язку, коли «Ерік» вийшов на берег. Загалом 277 000 споживачів втратили електроенергію. Збитки в Оахаці сягнули 2 мільярдів мексиканських доларів (105 мільйонів доларів США). Уряд виділив 18 мільярдів мексиканських доларів (946 мільйонів доларів США) на ліквідацію збитків, завданих штормом. У Герреро приблизно 50 будинків було пошкоджено в Пунта-Мальдонадо. В Ометепеку з будинки залишись без даху, будівля впала на транспортний засіб. Кілька населених пунктів у муніципалітеті Ометепек були відрізані від решти світу через зсуви. В Акапулько було повалено дерева та лінії електропередач. Більшість мешканців залишились без телефонного зв'язку та електроенергії. Дощі, спричинені Еріком, спричинили повені та пошкодження вздовж автомагістралей та ґрунтових доріг. Річки Лас-Нутріас та Лос-Перрос вийшли з берегів, торкнувшись тисячі будинків у Хучітан-де-Сарагоса. Дитина втопилася в Сан-Маркос, Герреро, а чоловік отримав удар струмом у Сан-Педро-Почутла, Оахака, під час прибирання уламків після виходу Еріка на берег. Понад 90 собак, загинули під в Пуерто-Ескондідо, що були доставлені до притулку. Збитки в Акапулько сягнули 1,878 мільярда мексиканських доларів (99 мільйонів доларів США). Коли Ерік наближався до узбережжя, в обох штатах випало 250 мм (9,84 дюйма) опадів. Залишкова волога від Еріка спричинила сильні дощі в кількох мексиканських штатах. У Мічоакані та Веракрусі багато доріг було затоплено, що пошкодило численні транспортні засоби. У Тамауліпасі через дощі були помічені крокодили.У Сан-Луїс-Потосі один чоловік упав у річку Тампаон, а іншого чоловіка змило у зливову каналізацію, коли він їхав верхи на коні. Тіло одного з них було знайдено, а інший досі вважається зниклим безвісти.

## Рекорд
Ерік – це ранній п'ятий шторм із назвою у східно-тихоокеанському басейні за всю історію спостережень, перевершуючи позначку 25 червня, встановлену ураганом Енріке у 2021 році. Ерік також став ураганом 18 червня, майже на місяць раніше за середню дату формування другого урагану сезону – 15 липня. Крім того, система стала першим великим ураганом за всю історію спостережень, який досяг узбережжя як Тихого океану, так і Атлантичного узбережжя Мексики, перевершивши попередній рекорд, встановлений ураганом Кіко 26 серпня 1989 року. Метеорологи Джефф Мастерс та Боб Хенсон з Єльського університету описали Еріка як один із ураганів, що найшвидше посилюються за всю історію спостережень. За 24 години максимальна стійка швидкість вітру урагану збільшилася на 80 миль/год (130 км/год).